# Casa al carrer de l'Hospital, 4 (Cambrils)
La casa al carrer de l'Hospital, 4 de Cambrils (Baix Camp) és una obra inclosa a l'Inventari del Patrimoni Arquitectònic de Catalunya.

## Descripció
L'edifici és de façana rectangular, de pedra (carreu) excepte a la part baixa on l'arrebossat no deixa veure bé l'obra, encara que hi ha obertures tapades amb rajoles i maons (i un arc de descàrrega). La porta d'ús més recent, petita, presenta damunt un reixat de ferro amb la data 1919, època probable de la reforma a la part baixa. La porta original sembla la d'arc carpanell, el qual ha estat rectificat amb afegitons per fer-la més baixa i més estreta. Al primer pis hi ha un balcó corregut amb tres finestrals. Presenta la façana al capdamunt un ampli ràfec i canalons llargs de ferro.
Els finestrals-balcons del primer pis tenen una llinda rebaixada en forma de sector de cercle, i els costats són també treballats.

## Història
És un edifici antic, fou propietat de la família cambrilenca  Massagué-Bieto fins l'any 1985, família també coneguda com Cal Boqueres.
Hi ha hagut diferents reformes, especialment a finals del segle xx.